# Торденшёльд (фрегат, 1852)
| «Торденшельд»            | «Торденшельд»                                |
| ------------------------ | -------------------------------------------- |
| Tordenskjold             |                                              |
|                          |                                              |
| Служба                   |                                              |
| Дания                    |                                              |
| Класс и тип судна        | парусно-винтовой фрегат                      |
| Порт приписки            | Копенгаген                                   |
| Организация              | ВМС Дании                                    |
| Изготовитель             | Nyholm shipyard, Копенгаген                  |
| Строительство начато     | 16.06.1852                                   |
| Введён в эксплуатацию    | 14.04.1854                                   |
| Выведен из состава флота | 17.02.1872                                   |
| Статус                   | продан торговому флоту и затонул в 1892 году |
| Основные характеристики  |                                              |
| Водоизмещение            | 1476 тонн                                    |
| Длина                    | 50,4 м                                       |
| Ширина                   | 12,86 м                                      |
| Осадка                   | 5,38 м                                       |
| Мощность                 | 200 л. с. (1862 г.)                          |
| Скорость хода            | 8 узлов                                      |

«Торденшельд» (дат. Tordenskjold) — парусно-винтовой фрегат Королевского датского флота. Введён в эксплуатацию в 1854 году. Был построен в ответ на предполагаемую угрозу германских наций статусу Дании как крупной военно-морской силы на Балтике. Назван в честь знаменитого датского морского героя Педера Торденшельда.

## Строительство и служба
«Торденшельд» — трёхпалубный линейный корабль водоизмещением около 2500 тонн, построенный в Копенгагене. Спущен на воду 16 июня 1852 года на верфи Нюхольма. Был вооружён 74 пушками и имел экипаж из 550 моряков. «Торденшёльд» был одним из крупнейших и самых грозных военных кораблей той эпохи.
Во время датско-германской войны 1864 года «Торденшёльд» сыграл важную роль в битве при Гельголанде. Во время Первой Шлезвигской войны «Торденшельд» способствовал сохранению датского суверенитета над водными путями Балтийского моря. В обеих войнах «Торденшельд» сыграл решающую роль в победе датского флота.  
Несмотря на свои огромные размеры и мощное вооружение, «Торденшельд» был выведен из эксплуатации в 1872 году, поскольку Дания перешла на более современные военные корабли. После почти четырёх десятилетий службы «Торденшельд» был продан и использовался как торговое судно, пока не затонул в Атлантике в 1892 году.